# Boss Hoss
Boss Hoss – amerykańskie przedsiębiorstwo produkujące motocykle, specjalizujące się w produkcji bardzo ciężkich cruiserów oraz trójkołowców. Firma powstała w 1990 roku i mieści się w Dyersburgu w stanie Tennessee. Początkowo Boss Hoss wytwarzał i sprzedawał zestawy do samodzielnej budowy, obecnie oferuje gotowe pojazdy.
Obecnie wszystkie motocykle Boss Hoss wyposażone są w widlaste ośmiocylindrowe silniki General Motors, o pojemności skokowej 5,7; 6,0; 6,2 lub 8,2 litra (model Stud Hoss o mocy ponad 500 KM i suchej masie 590 kg, uważany za najcięższy seryjnie wytwarzany motocykl na świecie).